# Anteos
Anteos é um género de lepidópteros da família Pieridae.

## Espécies
- Anteos clorinde (Godart, [1824])
- Anteos maerula (Fabricius, 1775)
- Anteos menippe (Hübner, [1818])

## Diversidade
Existem 3 espécies reconhecidas no Neotrópico